# Worshipful Company of Fishmongers

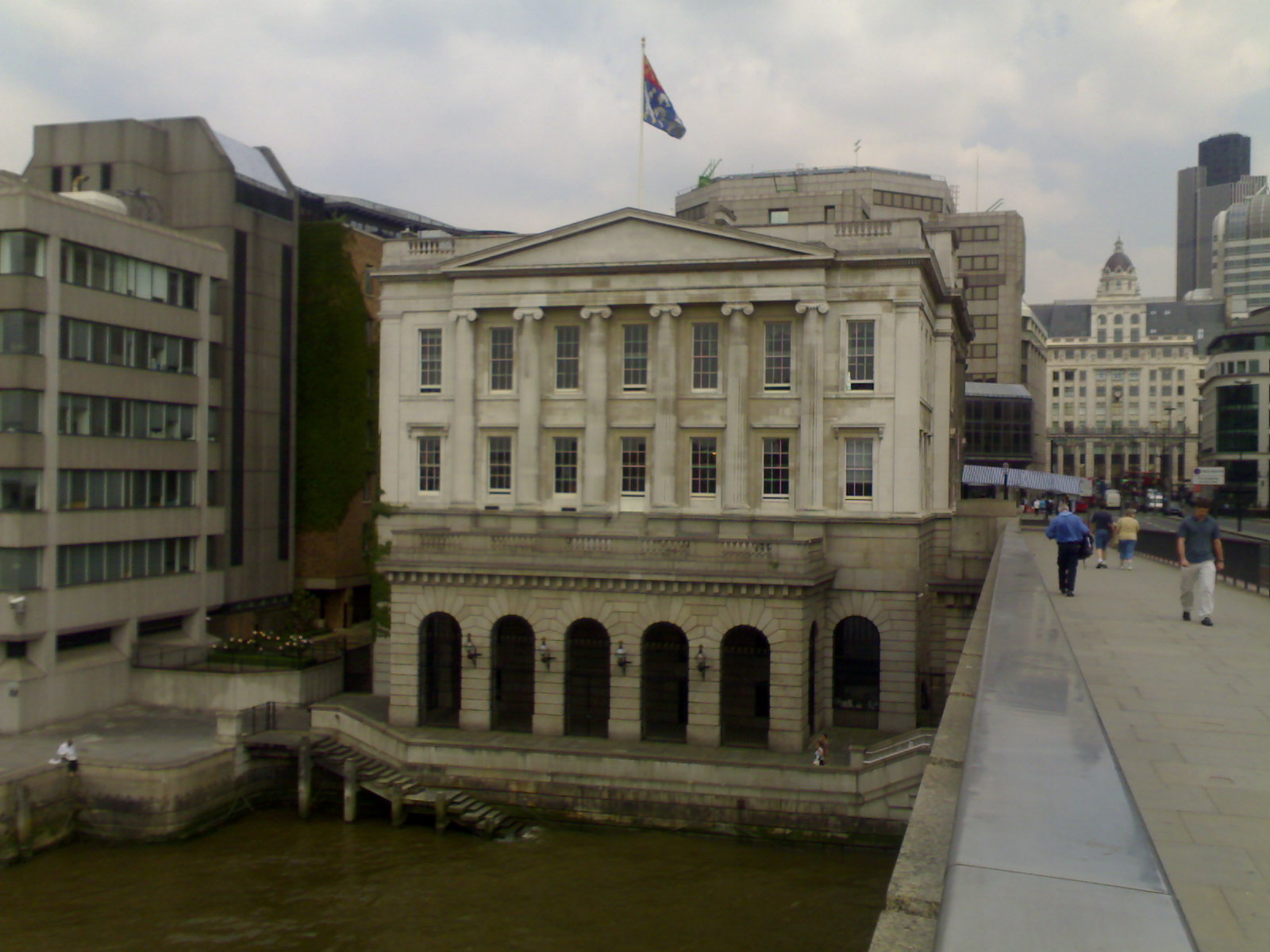
Le Fishmongers' Hall, le bâtiment de la corporation, qui surplombe la Tamise près du London Bridge.

La Worshipful Company of Fishmongers (en français : « Vénérable compagnie des Poissonniers ») est une des corporations de la cité de Londres qui, au Moyen Âge, regroupait les marchands faisant commerce du poisson. 

## Histoire
Avant 1272, les poissonniers de la Cité se réunissent en guilde afin de protéger leurs intérêts. Ils se voient accorder leur première charte royale en 1272 ; et en 1604, ils reçoivent une charte royale d'incorporation. 
Les Poissonniers sont quatrièmes dans l'ordre de préséance des vénérables compagnies (en) de Londres. 

## Armoiries

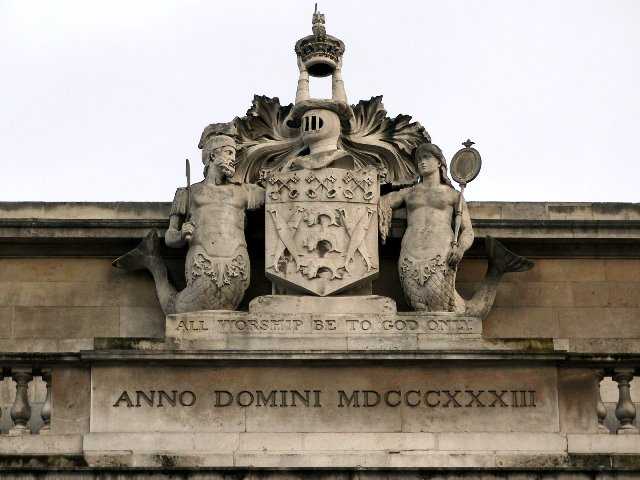
Armes de la Fishmongers' Company.

- Devise : « All Worship Be Unto God Alone », ce qui signifie « Tout culte à Dieu seul ».